# Democracia neuronal
Democracia Neuronal es un concepto político y social propuesto formalmente por primera vez por el autor peruano Racso Miró Quesada Vegas en su libro Democracia Neuronal (2025)Miró Quesada Vegas, Racso (2025).  Fundación Racso, ed. Democracia Neuronal. ISBN 9798296896254.. Se trata de un modelo alternativo de gobernanza inspirado en la dinámica de las redes neuronales biológicas y artificiales, que busca superar las limitaciones de las democracias representativas tradicionales y aprovechar la inteligencia distribuida de la ciudadanía.

## Perspectiva histórica
La propuesta de Democracia Neuronal se inscribe en una tradición más amplia de cuestionamientos a los límites de la democracia representativa. Autores como Jason Brennan han planteado críticas a los modelos tradicionales en favor de sistemas más eficientes, argumentando en Against Democracy (2016) que el voto universal puede generar decisiones de baja calidadBrennan, Jason (2016). Against Democracy.. 
Por otra parte, James S. Fishkin, en When the People Speak (2009), desarrolló el enfoque de la democracia deliberativa, subrayando la importancia de la consulta pública y la deliberación informada para mejorar la legitimidad de las decisiones colectivasFishkin, James S. (2009). When the People Speak: Deliberative Democracy and Public Consultation.. 
En la misma línea de experimentación institucional, Elinor Ostrom destacó en Governing the Commons (1990) la capacidad de las comunidades para crear arreglos colectivos y autoorganizarse sin depender de una autoridad centralizada, una idea que resuena con la noción de redes distribuidas en la Democracia NeuronalOstrom, Elinor (1990). Governing the Commons: The Evolution of Institutions for Collective Action.. 
Asimismo, propuestas vinculadas a la inteligencia colectiva, como las de James Surowiecki en The Wisdom of Crowds (2004), y a la colaboración digital, como Wikinomics de Don Tapscott y Anthony D. Williams (2006), anticipan la lógica de aprovechar el conocimiento distribuido de grandes grupos para resolver problemasSurowiecki, James (2004). The Wisdom of Crowds.. 
Más recientemente, David S. P. Williams ha explorado el potencial de la democracia líquida en Reinventing Democracy for the Digital Age (2023), proponiendo formas híbridas de delegación flexible del voto que dialogan directamente con la arquitectura de la Democracia NeuronalWilliams, David S. P. (2023). Reinventing Democracy for the Digital Age: The Role of Liquid Democracy.. 
La Democracia Neuronal puede entenderse como parte de una evolución de propuestas que han cuestionado los límites de la democracia representativa. Entre sus antecedentes más relevantes se encuentran:
- La democracia directa de la Atenas clásica, donde los ciudadanos participaban en la Asamblea (Ekklesía) sin mediación de representantes. Sin embargo, su escala era limitada y excluía a gran parte de la población.
- La democracia representativa moderna surgida en los siglos XVIII y XIX en contextos como la Revolución francesa y la independencia de los Estados Unidos. Si bien amplió el alcance del sufragio, quedó condicionada por las limitaciones logísticas y comunicacionales de la época.
- La democracia digital, discutida desde finales del siglo XX, que plantea el uso de tecnologías de la información para aumentar la participación ciudadana en los procesos políticosRheingold, Howard (1993). The Virtual Community..
- La democracia líquida, formulada en el siglo XXI como un modelo híbrido en el que los ciudadanos pueden votar directamente o delegar su voto de manera flexible en personas de confianza, anticipando la idea de delegación dinámica que la Democracia Neuronal retomaBlum, Christian (2016). Liquid Democracy: The Future of Party Politics?..
- El concepto de gobernanza en red, explorado en el ámbito de la ciencia política y la sociología, donde se subraya que el poder y la toma de decisiones pueden distribuirse en sistemas horizontales y colaborativos, en lugar de jerárquicosRainie, Lee; Wellman, Barry (2012). Networked..

Estas corrientes abrieron el camino intelectual hacia un modelo como la Democracia Neuronal, que propone un sistema político explícitamente diseñado bajo la lógica de redes interconectadas, aprendizaje adaptativo y procesamiento distribuido.

## Concepto
El modelo de Democracia Neuronal parte de la premisa de que las democracias actuales desperdician gran parte de la información y el conocimiento que poseen los ciudadanos. El autor plantea que, de la misma manera que las neuronas transmiten y procesan señales en conjunto, los ciudadanos podrían participar en redes dinámicas de delegación y coordinación.
Entre sus principios destacan:
- Delegación distribuida: cada persona puede escoger representantes de confianza en distintos ámbitos temáticos (salud, economía, educación, medio ambiente, etc.).
- Capas de deliberación: los delegados forman redes escalonadas, semejantes a las capas de una red neuronal.
- Adaptación y aprendizaje: las decisiones se ajustan de manera continua en función del flujo de información y retroalimentación ciudadana.
- Uso de tecnologías digitales seguras para permitir participación masiva, rendición de cuentas en tiempo real y transparencia.

## Críticas y desafíos
Al tratarse de un concepto emergente, la Democracia Neuronal todavía enfrenta cuestionamientos:
- Riesgos de sobrecarga informativa y de manipulación algorítmica.
- Dependencia de infraestructuras tecnológicas y brechas digitales.
- Dudas sobre la viabilidad práctica de su implementación en grandes sociedades contemporáneas.

## Publicación
- Democracia Neuronal (2025). ISBN 9798296896254. Fundación Racso. Primera edición publicada en Lima, Perú.